# جنگ چاقوها
جنگ چاقوها (انگلیسی: War of Knives) که همچنین به عنوان جنگ جنوب شناخته می‌شود، یک جنگ داخلی از ژوئن ۱۷۹۹ تا ژوئیه ۱۸۰۰ بین توسان لوورتیور انقلابی هائیتی، برده سابق سیاه‌پوستی بود که شمال سنت دومینگ (هائیتی امروزی) را کنترل می‌کرد و رقیب او آندره ریگو، یک فرد رنگین‌پوست آزاد از نژاد مخلوط بود که جنوب را تحت کنترل داشت. لوورتیور و ریگو در طول جنگ برای پس گرفتن  سنت دومینگ از استعمار فرانسوی، در کنار هم می‌جنگیدند. درگیری بین آنها پس از خروج نیروهای بریتانیایی از مستعمره در مراحل اولیه انقلاب هائیتی به وجود آمد. جنگ منجر به این شد که توسان کنترل کل سنت دومینگ را به دست گرفت و ریگو به تبعید گریخت.

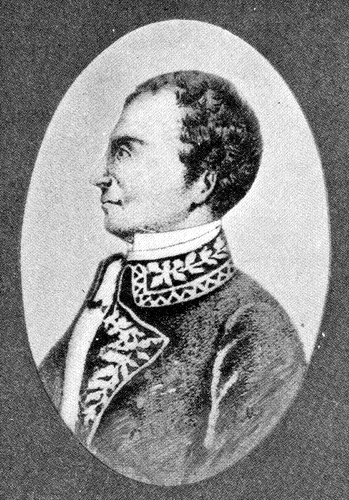
آندره ریگو

## پیشینه

### اوایل انقلاب
انقلاب هائیتی در سال ۱۷۹۱ آغاز شده بود، زمانی که بردگان سیاه‌پوست مستعمره کارائیب سنت-دومینگ علیه صاحبان فرانسوی خودِ، در بحبوحه انقلاب فرانسه، قیام کردند. توسان به عنوان رهبر بردگان شورشی در شمال سنت دومینگ که در مناطق اطراف بندر کاپ-هائیتین فعالیت می‌کردند، به شهرت رسید. به‌طور همزمان، ریگو به عنوان یک رهبر شورشی در میان رنگین پوستان آزاد، که در جنوب سنت دومینگ مستقر بودند، ظهور کرد، جایی که آنها در اطراف بندر له کای حضور چشمگیری داشتند.
در ماه مه ۱۷۹۲، کمیسرهای جمهوری اول فرانسه در سنت-دومینگ با ریگو ائتلاف کردند و به او اجازه دادند تا نیروهایش را به پایتخت پورتو پرنس هدایت کند و دولت سرکش سفیدپوستان آنجا را منحل کند. در اوت ۱۷۹۳، کمیسر جدید جمهوری‌خواه، سونتوناکس، همه به بردگی‌گرفته‌شدگان در سنت-دومینگ را افراد آزاد اعلام کرد. این در تلاش برای کنترل مستعمره در مواجهه با شورش ضدانقلابی کشاورزان سفیدپوست در له کاپ یا تهاجم قدرت‌های اروپایی رقیب به عنوان بخشی از جنگ ائتلاف نخست بود. پس از الغای بردگی، سونتوناکس و کمیسر همکارش پولورل موفق شدند توسان را متقاعد کنند که به طرف جمهوری‌خواه فرانسه در مناقشه بپیوندد. توسان و ریگو تا سال ۱۷۹۴ متحدان یکدیگر بودند. در اوایل سال ۱۷۹۵، کنوانسیون ملی فرانسه هر دو نفر را به درجه سرتیپی ارتقا داد.

### توسان قدرت را تحکیم می‌کند
تا سال ۱۷۹۸، توسان و ریگو مشترکاً تهدیدهای خارجی و داخلی مستعمره را مهار کردند. در آوریل ۱۷۹۸، فرمانده بریتانیایی، توماس میتلند، برای عقب‌نشینی بریتانیا با توسان وارد مذاکره شد که در ماه اوت به پایان رسید. در اوایل سال ۱۷۹۹، توسان همچنین به‌طور مستقل دربارهٔ «بند توسان» با دولت ایالات متحده مذاکره کرد و به بازرگانان آمریکایی اجازه داد تا علیرغم جنگ بین ایالات متحده و فرانسه، با سن-دومینگ تجارت کنند. این تحولات به‌طور قابل توجهی قدرت توسان را افزایش داد و ظهور او را به عنوان یک حاکم مستقل بالفعل نشان داد. در ادامه، توسان و ریگو عملاً تمام نیروها و قلمروهای داخل سن‌دومینگ را در کنترل خود درآوردند، اگرچه مستعمره هنوز اسماً تحت نظارت فرانسه بود. توسان بر منطقه شمالی مستعمره در اطراف لکاپ و منطقه غربی اطراف پایتخت پورتو پرنس حکومت می‌کرد. در همین حال، ریگو به‌طور مستقل حاکم بر منطقه جنوبی اطراف له کای بود، اگرچه توسان از نظر فنی ارشد او بود.

## جنگ

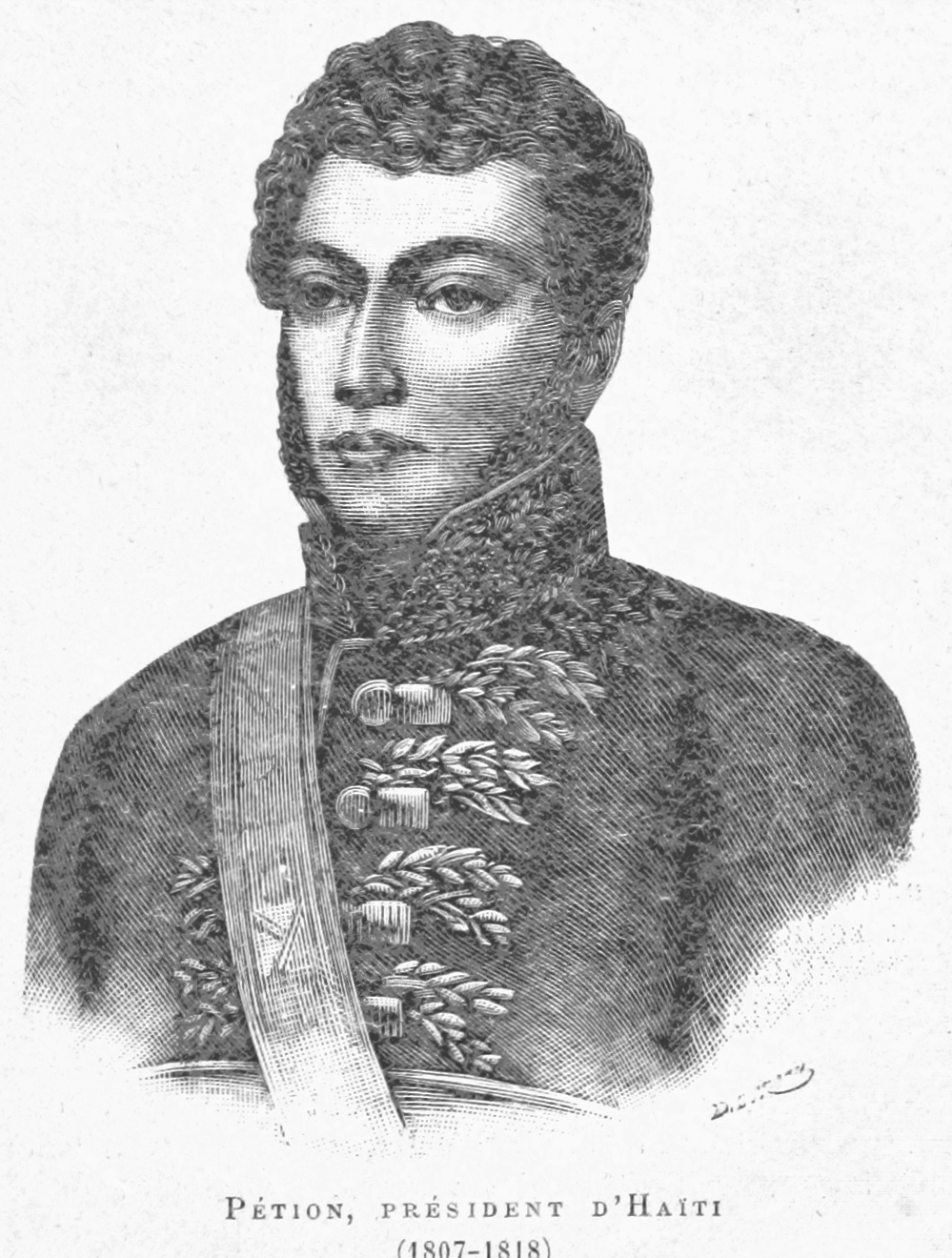
الکساندر پتیون

### شروع واقعه
این درگیری عمدتاً در قلمروهای ریگو در بخش جنوبی سنت دومینگ رخ داد. ضربه اول را ریگو زد. او پس از کشتار بسیاری از سفیدپوستان در منطقه جنوبی، برای تأمین امنیت پشت سر خود، در ۱۶–۱۸ ژوئن ۱۷۹۹، ۴۰۰۰ سرباز را برای تصرف شهرهای مرزی جنوبی پتی-گوو و گراند-گوو فرستاد. در این پیشروی او با نیروهای کوچکتر لاپلوم یک افسر لوورتور برخورد کرد. ارتش لاپلوم در انبوهی از سردرگمی و فرار نفرات فروریخت و خودش نیز در آستانه دستگیری بود. ملاتوها اسیر نمی‌گرفتند و سیاه و سفید را از دم شمشیر می‌گذراندند. به دنبال این حمله قاطع، الکساندر پیتون، یک افسر رنگین‌پوست آزاد (و رئیس‌جمهور آینده هائیتی) به سمت ریگو فرار کرد و گروه زیادی از سربازان کارآزموده را با خود برد.
به غیر از جنوب، ریگو شورش‌های کوچک‌تری را در مناطق شمالی در اطراف شهرهای ل کاپ، پورت-دو-په و مول سنت نیکلاس و همچنین دشت آرتیبونیت در غرب برانگیخت. بسیاری از این مناطق در گذشته در مقابل سیاست‌های سخت‌گیرانه کارگری توسان و تلاش او برای جا دادن باقی‌مانده سفیدپوستان، بارها علیه توسان شورش کرده بودند. او سعی می‌کرد کارگران را به کار گیرد تا نیشکر و سایر کالاها را کافی برای صادرات تولید کند.

### سرکوب
توسان به سرعت برای سرکوب قیام‌ها در شمال واکنش نشان داد. تحت رهبری افسرانش هنری کریستوف و ژان ژاک دسالین، سربازان توسان اعدام‌های گسترده مظنونان به توطئه را ترتیب دادند. در همین حال، در اوت ۱۷۹۹، توسان به جان آدامز، رئیس‌جمهور ایالات متحده نامه نوشت و نیروی دریایی ایالات متحده را متقاعد کرد که بندرها تحت کنترل ریگو را محاصره کند.  به عنوان بخشی از جنگ اعلام نشده با فرانسه، ایالات متحده، روابط ریگو با فرانسه را تهدیدی برای تجارت آمریکا می‌دید، تجارتی که توسط نهادهای خصوصی فرانسوی مورد آزار و اذیت قرار گرفته بود.
پس از تثبیت حکومت خود در شمال در اواخر اکتبر، توسان مقدمات حمله به ریگو را در هر بخش از جنوب فراهم کرد. برای این تهاجم، توسان دارای یک مزیت عددی آشکار بود. او ۴۵۰۰۰–۵۰۰۰۰ سرباز در ارتش خود داشت، در مقایسه با ریگو که ۱۵۰۰۰ نیرو داشت. در اوایل ماه نوامبر، کریستف یکی از جناح‌های ارتش را علیه ژاکمل فرماندهی کرد و دسالینز جناح دیگر را برای بازپس‌گیری گراند و پتی گوو به پیش برد. ناوگان آمریکایی نقش کوچکی در حمله سیاه‌پوستان داشت که لنج‌های ریگو را منهدم کرد، سیاه‌پوستان را به جبهه جنوبی منتقل کرد و مواضع ملاتوها را بمباران کرد؛ مثلاً زمانی که توسان، ژاکمل را محاصره می‌کرد، ناو یو اس اس ژنرال گرین به فرماندهی کاپیتان کریستوفر پری، برای او آتش پشتیبان ریخت.

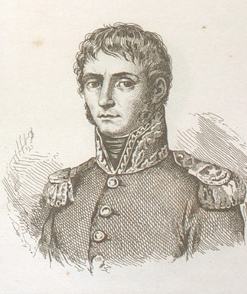
چارلز لکلرک

در اواسط نوامبر، حمله توسان در جنوب در ژاکمل، که حالا نمادی برای مقاومت ملاتوها شده بود، متوقف شد. مدافعان شهر تحت رهبری پنیون حاضر به تسلیم در برابر حملات شدید نیروهای توسان نشدند. در ابتدای سال ۱۸۰۰، مردم در شهر ژاکمل دیگر تقریباً بدون غذا بودند، اما همچنان حملات کوبنده ارتش دسالین را دفع می‌کردند. حتی یک بار مهاجمان خط دفاعی را شکستند و وارد شهر شدند، اما توسط مدافعان قتل‌عام شدند. در شب ۱۱ مارس ۱۸۰۰، پتیون توانست راه خود را از ژاکمل باز کرده و خارج شود، اما نیروهای توسان بر ارتش در حال عقب‌نشینی او ریختند و صدها سرباز را کشتند یا اسیر کردند.
در ماه ژوئن، یک فرستاده از فرانسه از طرف ناپلئون بناپارت، کنسول اول جدید، (که اخیراً دیرکتوار را سرنگون کرده بود)، موقعیت توسان را به عنوان سرلشکر مجدداً ابقاء کرد. این، ادعای ریگو را، که هدویل، فرماندار فرانسوی سنت دومینگ، اقتدار توسن را باطل کرده‌است، تضعیف کرد. در اواخر ژوئیه، ریگو به همراه خانواده‌اش از مستعمره به فرانسه گریخت و توسان اندکی پس از آن وارد پایگاه سابق ریگو در له کای شد. در اوت ۱۸۰۰، توسان فرمانروای تمام سنت دومینگ شده بود.

## حوادث بعدی

### قتل‌عام‌ها
پس از پیروزی بر ریگو، توسان در ژوئیه ۱۸۰۰ عفو عمومی اعلام کرد. با این حال ژان ژاک دسالین، یکی ژنرال‌های توسان، به دلیل انجام اقدامات تلافی‌جویانه و قتل‌عام وحشیانه حامیان ریگو بدنام شد. برخی از مورخان گفته‌اند که توسان خودش دستور قتل‌عام را صادر کرد، اما کشتار را به ژنرال‌هایش محول کرد تا خودش مقصر عنوان نشود. تعداد قربانیان این قتل‌عام مورد بحث است: ژنرال معاصر فرانسوی فرانسوا ژوزف پامفیل دو لاکروا تعداد کشته‌ها را ۱۰۰۰۰ نفر عنوان کرد، درحالی‌که سی ال آر جیمز، مورخ قرن بیستم از ترینیداد، بعداً ادعا کرد که برخلاف عفو عمومی تنها چند صد نفر کشته شدند.

### اشغال سانتو دومینگو
پنج ماه پس از جنگ، در دسامبر ۱۸۰۰، توسان دستور حمله به مستعمره اسپانیایی سانتو دومینگو را داد که نیمه شرقی جزیره هیسپانیولا را اشغال کرده بود. اگرچه اسپانیا، در سال ۱۷۹۵ در صلح بازل، سانتو دومینگو را به فرانسه واگذار کرده بود، این مستعمره اما در آن زمان هنوز توسط یک فرماندار اسپانیایی کنترل می‌شد. تهاجم و اشغال عملاً بدون مخالفت بود و فرماندار اسپانیایی یک ماه بعد تسلیم شد.

### سقوط توسان از قدرت
با پیروزی بر ریگو و فتح سانتو دومینگو، توسان تا سال ۱۸۰۱ کل جزیره هیسپانیولا را تحت کنترل داشت. با این حال، ریگو کمتر از دو سال بعد، زمانی که او و هم تبعیدیش پتیون به کمپین ناموفق چارلز لکلرک در سال ۱۸۰۲ ملحق شدند تا کنترل فرانسوی‌ها را مجدداً تأیید کنند. لکلرک اما در مبارزات انتخاباتی، هم ریگو و هم توسان را از سنت دومینگ اخراج کرد. توسان در سال ۱۸۰۳ در زندان فرانسه درگذشت.